# Matucana
Genre
Classification APG III (2009)
Matucana est un genre de plantes à fleurs de la famille des Cactaceae. Les espèces sont trouvées seulement au Pérou.

## Description
Ce sont des cactus globulaires.

## Liste d'espèces
- Matucana aurantiaca
  - Matucana aurantiaca subsp. aurantiaca
  - Matucana aurantiaca subsp. currundayensis
  - Matucana aurantiaca subsp. hastifera
- Matucana aureiflora
- Matucana blancii
- Matucana comacephala
- Matucana formosa
- Matucana fruticosa
- Matucana haynei
  - Matucana haynei subsp. haynei
  - Matucana haynei subsp. herzogiana
  - Matucana haynei subsp. hystrix
  - Matucana haynei subsp. myriacantha
- Matucana hoxeyi
- Matucana huagalensis
- Matucana intertexta
- Matucana klopfenstii
- Matucana krahnii
- Matucana madisoniorum
- Matucana oreodoxa
  - Matucana oreodoxa subsp. oreodoxa
  - Matucana oreodoxa subsp. rebutiiflora
  - Matucana oreodoxa subsp. roseiflora
- Matucana paucicostata
- Matucana polzii
- Matucana pujupatii
- Matucana ritteri
- Matucana tuberculata
- Matucana weberbaueri